# Can Valentí
Can Valentí és un edifici modernista de Montcada i Reixac (Vallès Occidental) inclosa a l'Inventari del Patrimoni Arquitectònic de Catalunya.

## Descripció
La casa es troba adossada per un dels murs de la torre mirador a l'antiga casa rural de boscaters. L'edifici està format per tres cossos ben diferenciats. Una planta rectangular, constituïda pel cos davanter de planta baixa, pis i terrat, i un cos posterior de planta baixa i terrat. A la dreta de la façana principal hi ha el cos de la torre mirador.
El tractament pla dels murs (segurament sota l'arrebossat de fàbrica de maó) es troba ressaltat amb la distribució i les peculiars obertures de tipus modernista. Les finestres són de senzilla obertura rectangular, però que es veuen destacades per tota l'estructura decorativa que les emmarca amb columnes de maons disposats helicoidalment (seria la variant salomònica del modernisme) on a la part superior hi ha una teuladeta sobresortint o barbacana per a salvaguardar de l'aigua de la pluja. Aquestes teuladetes són de coberta d'escames de ceràmica. La porta d'entrada serà tractada a part, com a element arquitectònic pel seu propi protagonisme. Els dos terrats/terrassa es troben rodejats de balustrada, feta de maons disposats de manera ornamental calada. La torre mirador, de planta quadrada, té el punt artístic més notable ubicat sota la teulada en voladís, que correspon a la situació d'una galeria de cinc finestres d'arc rodó sobre el qual hi ha un element motllurat a dos nivells de sobresortit en forma de pestanya, la separació de les obertures la mateixa tipologia de columna helicoidal, ampit comú, seguit i motllurat. La coberta és a quatre vessants, formada per quatre tremujals, amb ràfec o barbacana, construïda amb bigues de fusta i llates sobre el que descansen les teules. Del bell mig on conflueixen els tremujals, s'aixeca un cupulí de tipologia quadrada amb teuladeta de característiques homòlogues a la de la torre mirador, i amb element de bola com a coronament.
La porxada es troba oberta en els seus laterals i frontal sostingut per columnes, i adossada en la seva part posterior a la façana de la casa. Les columnes són de la mateixa tipologia que les representades en els elements de les finestres, és a dir, disposició del maó en un decorativisme helicoidal sobre una base de pilars. A la part superior, a manera d'acabament de templet, sorgeix una estructura a dos vessants com a coberta; la part frontal constituïda en forma triangular hi té inscrit un element d'arc rodó lleugerament apuntat de fàbrica de maó amb una decoració dentada arrodonida per la part de l'intradós. Els espais que queden entre l'element triangular i l'inscrit els trobem decorats amb trencadís ceràmic, blanc i blau. A cada un dels vèrtexs del triangle frontal hi ha un acabament decoratiu de boles, als laterals, i al central un element vegetal de fronda. La coberta és de rajoles de ceràmica blanques i blaves i el carener és perpendicular.